# 沃爾法赫河
48°37′36.05″N 13°12′14.03″E / 48.6266806°N 13.2038972°E
沃爾法赫河（德語：Wolfach），是德國的河流，位於該國東南部，由巴伐利亞負責管轄，屬於多瑙河的支流，河道全長32.1公里，流域面積144平方公里，河口處在多瑙河畔菲爾斯霍芬附近。